# Curahdringu
Curahdringu is een bestuurslaag in het regentschap Probolinggo van de provincie Oost-Java, Indonesië. Curahdringu telt 1980 inwoners (volkstelling 2010).